# 량스이

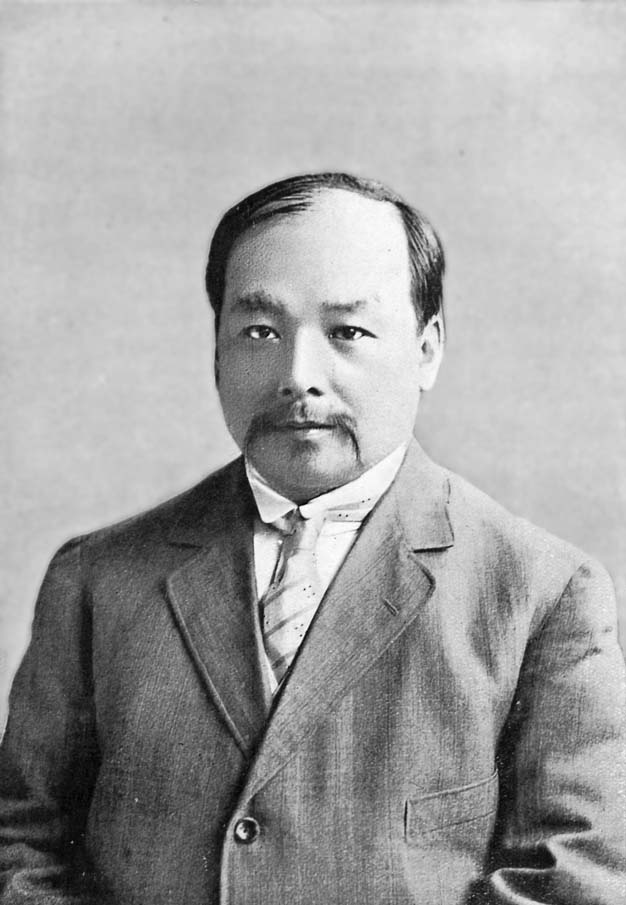

량스이(梁士詒, 1869년 5월 5일 ~ 1933년 4월 9일)는 1921년부터 1922년까지 북양정부 기간 중 중화민국의 국무총리를 역임했다.
량스이는 1869년 광둥성 싼수이구에서 태어났다. 청나라에서 정부의 가장 이익이 큰 부서인 철도부를 관리했다. 금융장관을 역임했던 위안스카이를 호국 전쟁 기간 중에 지지했다.
1933년에 상하이에서 사망했다.